# تپه‌های یک و دو کانه سرخ
تپه‌های یک و دو کانه سرخ مربوط به اواخر دوران‌های تاریخی پس از اسلام است و در شهرستان الیگودرز، بخش مرکزی، روستای کانه سرخ واقع شده و این اثر در تاریخ ۲۳ شهریور ۱۳۸۲ با شمارهٔ ثبت ۹۹۹۷ به‌عنوان یکی از آثار ملی ایران به ثبت رسیده است.